# Oreocnemis phoenix
Oreocnemis phoenix – gatunek ważki z rodziny łątkowatych (Coenagrionidae); jedyny przedstawiciel rodzaju Oreocnemis. Do 2013 roku zaliczano go do pióronogowatych (Platycnemididae). Jest endemitem masywu Mlandżi w południowym Malawi.